# Valle di Bagnes
La valle di Bagnes (in francese vallée de Bagnes, in tedesco storico Bangital)  è una valle alpina che si trova nel distretto di Entremont nel Vallese svizzero, occupata da comune di Bagnes, il secondo comune della Svizzera per estensione.

## Geografia

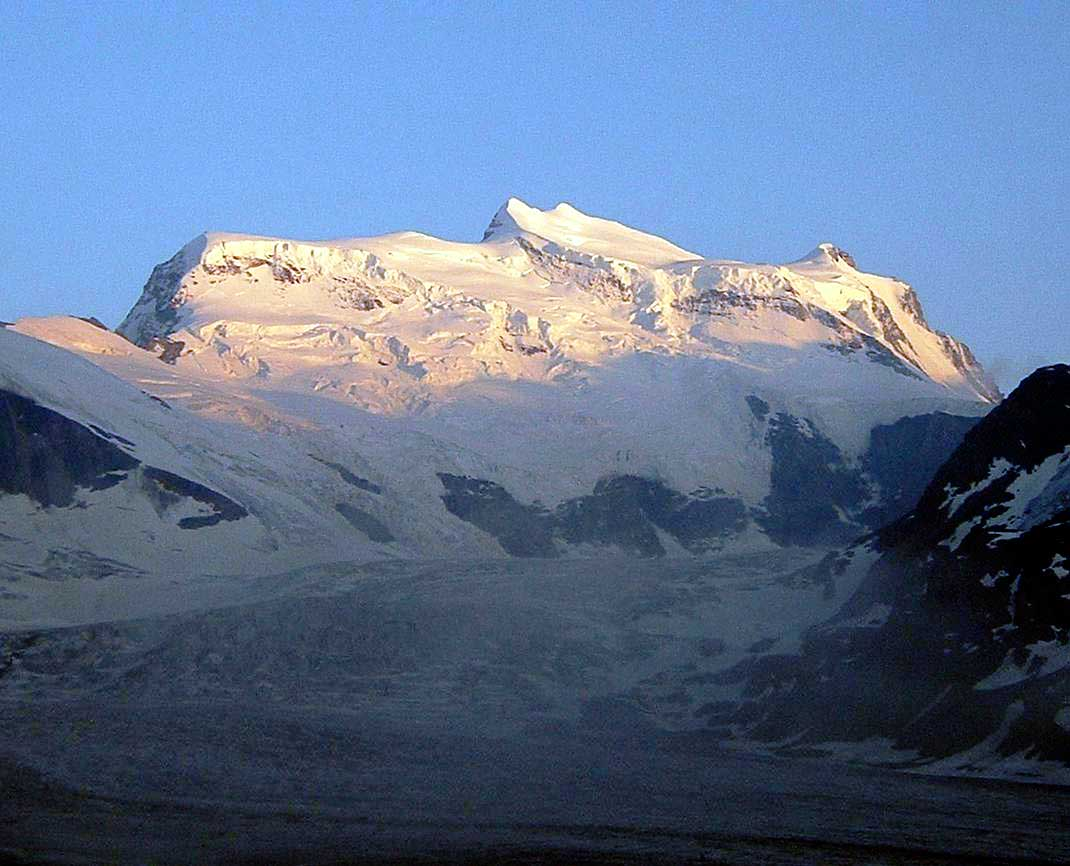
Il Grand Combin visto dalla Cabane de Panossière.

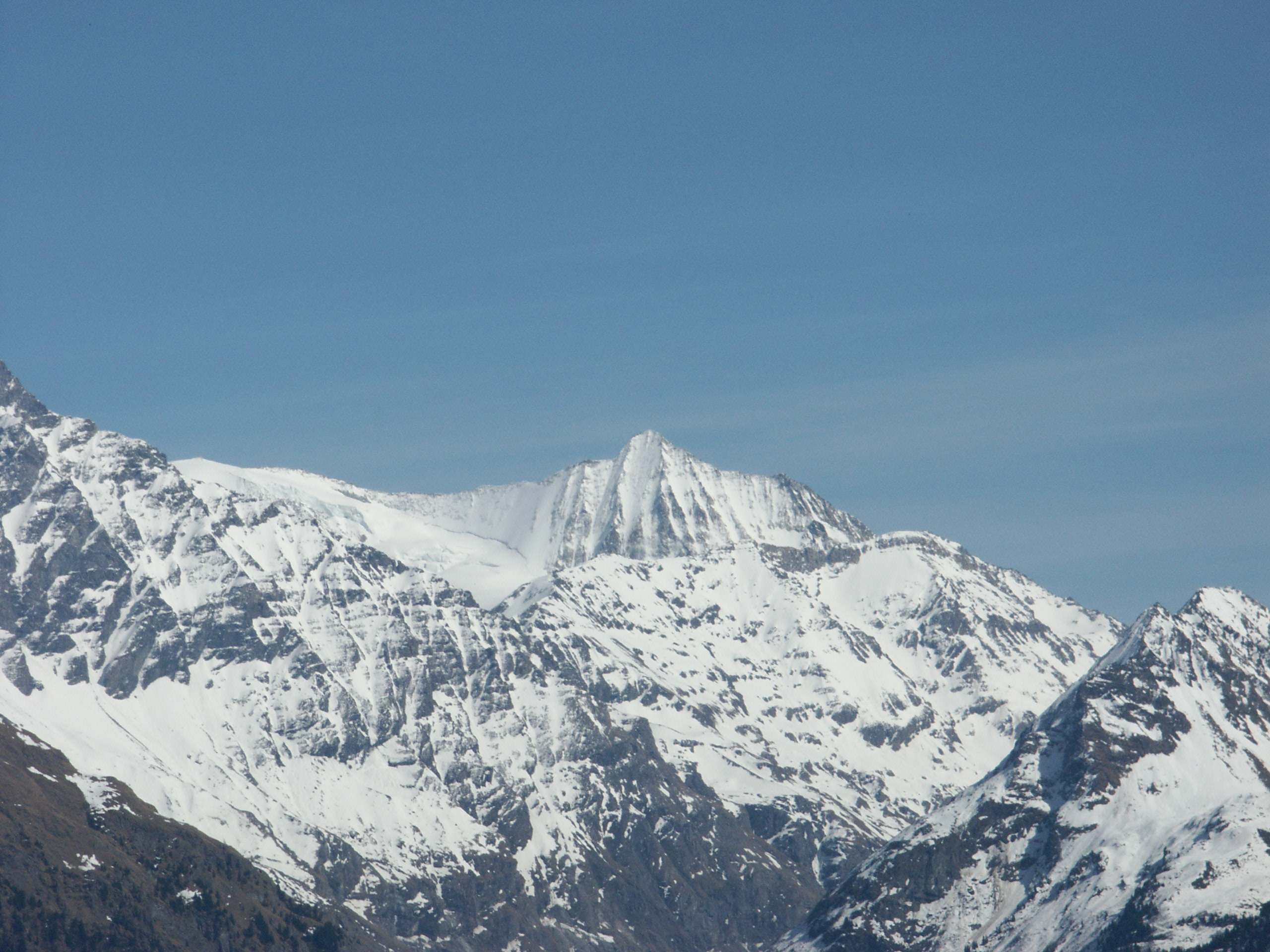
La Ruinette

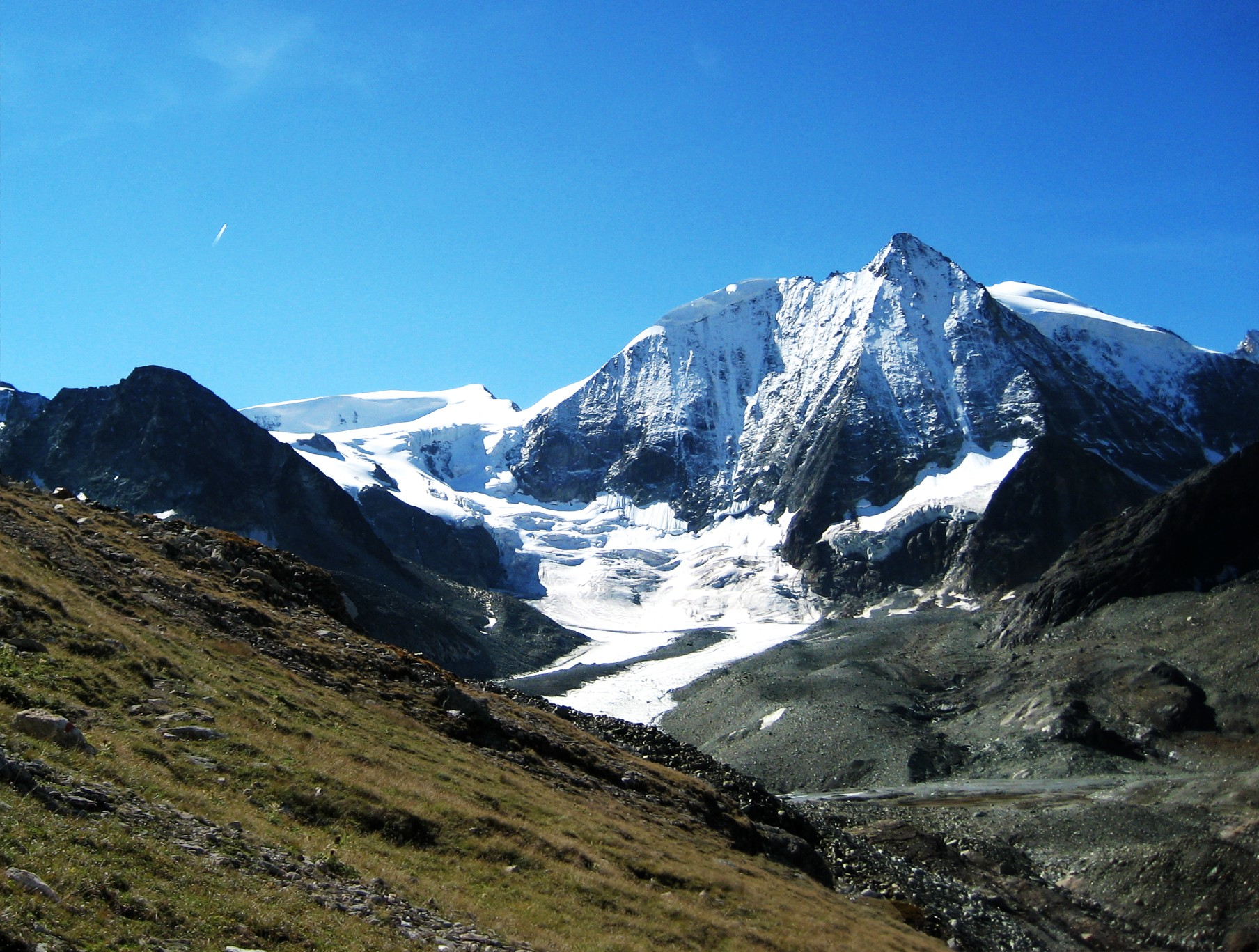
Mont Blanc de Cheilon

Bagnata dalla Dranse de Bagnes, la valle di Bagnes termina sulla val d'Entremont all'altezza di Sembrancher. Con i torrenti delle altre valli, la Dranse de Bagnes forma la Dranse la quale scorre fino a Martigny prima di raggiungere il Rodano. Da Sembrancher, la valle di Bagnes si snoda verso est per qualche chilometro prima di biforcarsi all'altezza di Châble in directione sud-est. Si accede alla stazione sciistica di Verbier prendendo una strada dopo Châble.
Dopo il villaggio di Lourtier, la valle si restringe fino al lago artificiale di Mauvoisin, creato dall'omonima diga. 
Il lago artificiale ricopre buona parte della valle superiore racchiuso tra il Mont Blanc de Cheilon e La Ruinette ad est ed il massiccio della Grand Combin ad ovest.

### Orografia
I monti principali che contornano la valle appartengono alle Alpi del Grand Combin e sono:
- Grand Combin - 4.314 m
- La Ruinette - 3.875 m
- Mont Blanc de Cheilon - 3.870 m
- La Sale - 3.646 m
- Petit Combin - 3.633 m
- Grande Tête de By - 3.588 m
- La Luette - 3.548 m
- Becca Rayette - 3.529 m
- Monte Gelé - 3.519 m
- Becca Labié - 3.462 m
- Becca di Chardoney - 3.447 m
- Pointe d'Otemma - 3.403 m
- Mont Avril - 3.347 m
- Rosablanche - 3.336 m
- Tête du Filon - 3.306 m
- Trouma des Boucs - 3.263 m

## Rifugi alpini

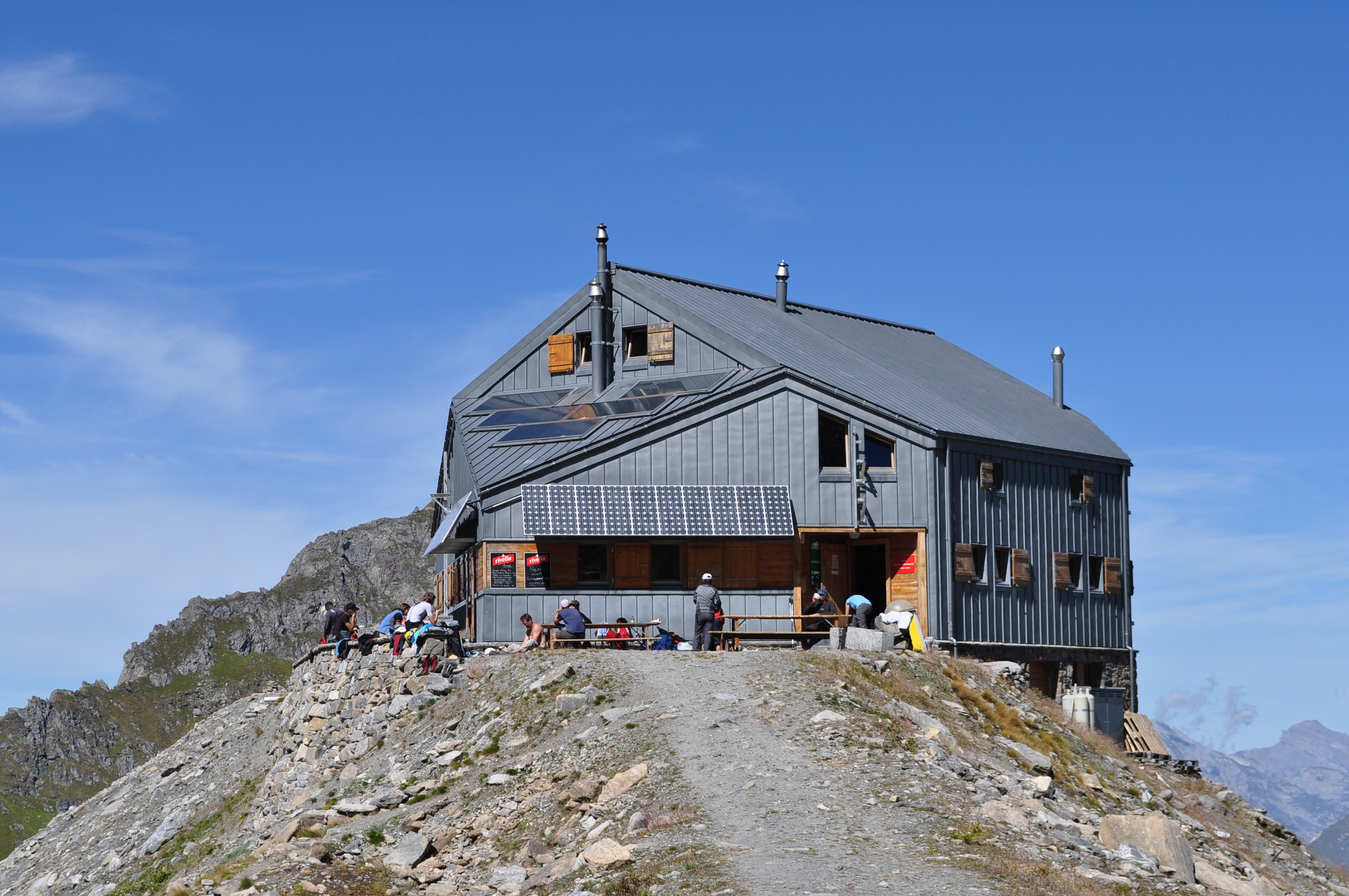
Cabane de Panossière

Per facilitare l'escursionismo e la salita alle vette nella valle vi sono diversi rifugi alpini:
- Cabane de Panossière - 2.641 m
- Cabane de Chanrion - 2.464 m
- Cabane du Mont Fort - 2.457 m
- Cabane de Louvie - 2.207 m
- Cabane Marcel Brunet - 2.103 m

## Località

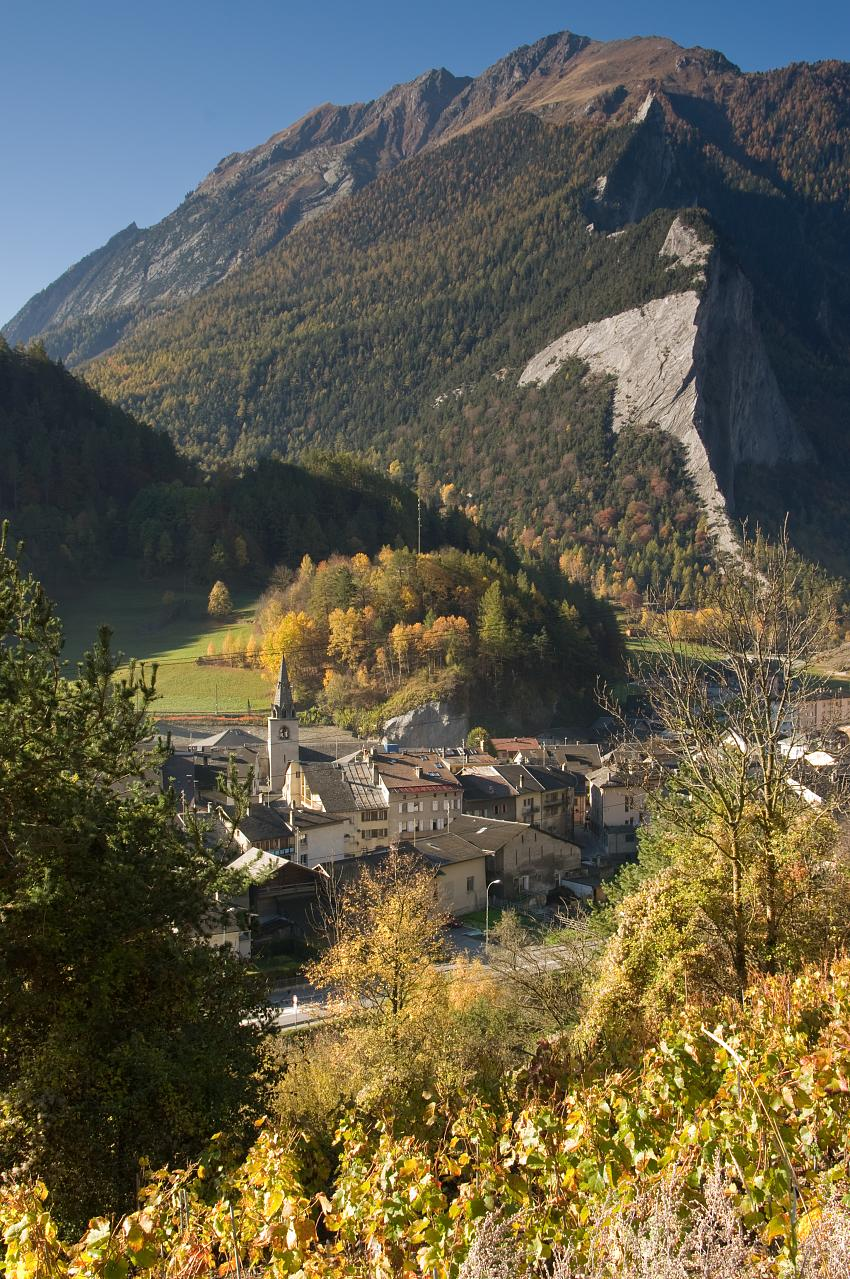
Sembrancher

Le località particolarmente importanti della valle sono: 
- Sembrancher (luogo d'incontro della valle di Bagnes e della valle d'Entremont, 714 m)
- Le Châble (821 m)
- Verbier (sul versante sud-ovest della valle, 1.522 m)
- Bruson
- Versegères
- Lourtier (1.072 m)
- Sarreyer (1.219 m)
- Fionnay (1.490 m)